# Styr
Styr (ukrajinsky Стир, bělorusky Стыр) je řeka v Brestské oblasti v Bělorusku a ve Lvovské, ve Volyňské a v Rovenské oblasti na Ukrajině. Je 494 km dlouhá. Povodí má rozlohu 12 900 km².

## Průběh toku
Pramení na Podolské vysočině a protéká přes Volyňskou vysočinu. Na dolním toku teče Poleskou nížinou. Ústí zleva do řeky Pripjať (povodí Dněpru).

## Vodní režim
Zdrojem vody jsou především sněhové srážky. Průměrný průtok vody ve vzdálenosti 168 km od ústí činí 45 m³/s. Zamrzá nejčastěji v prosinci, ale někdy až na začátku března. Rozmrzá na konci února až na začátku dubna. Od března do května dosahuje nejvyšších stavů.

## Využití
Na dolním toku je možná vodní doprava. Na řece leží města Luck, Varaš, Berestečko a Rožyšče.

## Přítoky
- Levé:
  - Lipa
  - Čarnaguzka
  - Akinka

- Pravé:
  - Slanivka
  - Ikva
  - Kanapelka
  - Kormin
  - Stubla 1
  - Stubla 2